# Boyfriend (canção de Selena Gomez)
"Boyfriend" é uma canção da cantora americana Selena Gomez, contida na versão deluxe no seu terceiro álbum de estúdio Rare (2020). Foi composta pela própria Gomez em conjunto com Julia Michaels, Justin Tranter, Jon Wienner e Sam Homaee, e produzida por The Roommates. A faixa foi lançada como primeiro single da versão deluxe e o quarto no geral em 9 de abril de 2020, através da Interscope Records.

## Antecedentes
Gomez revelou a música pela primeira vez em uma entrevista com Jimmy Fallon em 14 de janeiro de 2020, onde disse que era uma música rara não lançada. Ela anunciou mais tarde que ele iria aparecer na edição deluxe do álbum em 6 de abril de 2020. No dia seguinte, as peças publicadas das letras da canção em redes sociais. Ele também anunciou que parte das receitas provenientes Rare Deluxe será destinada ao fundo de ajuda Plus1 COVID-19.

## Composição
A música segue uma batida house. Em termos de notação musical, "Boyfriend" foi composto usando 4/4 batidas comuns na tecla ré maior, com um ritmo de 90 batidas por minuto. O alcance vocal de Gomez se estende da nota baixa G ♯ 3 até a nota alta de E5.

## Videoclipe
O videoclipe oficial da música estreou no YouTube em 10 de abril de 2020. Foi dirigido por Matty Peacock.

## Charts
| Chart (2020)                       | Posição |
| ---------------------------------- | ------- |
| Canadá (Canadian Hot 100)          | 66      |
| Estados Unidos (Billboard Hot 100) | 59      |
| Reino Unido (OCC)                  | 55      |

## Históricos de lançamentos
| Local     | Data                | Formato(s)                 | Gravadora  | Ref.   |
| --------- | ------------------- | -------------------------- | ---------- | ------ |
| Vários    | 9 de abril de 2020  | Digital download streaming | Interscope | [ 16 ] |
| Austrália | 13 de abril de 2020 | rádios mainstream          | Universal  | [ 17 ] |